# 砖包墩墓群
砖包墩墓群，位于中国甘肃省民乐县，为一个省级文物保护单位，类型为古墓葬。
砖包墩墓群的历史年代为汉代。